# Uroderma magnirostrum
Uroderma magnirostrum — вид родини листконосові (Phyllostomidae), ссавець ряду лиликоподібні (Vespertilioniformes, seu Chiroptera).

## Опис
Довжина голови і тіла від 54 до 70 мм, довжина передпліччя між 41 і 45 мм, довжина задньої стопи від 9 до 12 мм, довжина вух від 13 до 17 мм і вага до 21 гр. Спинна частина коричнева або сірувато-коричнева з світлішою основою волосся, черевна частина сірувато-коричневого кольору. Біла спинна смуга простягається ледь помітно від шиї до куприка. Морда довга і широка. Лист носа добре розвинений, коричнюватий, ланцетоподібний. Є дві нечіткі білі смуги на кожній стороні обличчя. Вуха великі, трикутні із закругленими кінцями, добре розділені. Каріотип 2n = 36, FNa=60 чи 62.

## Середовище проживання
Країни поширення: Болівія, Бразилія, Колумбія, Еквадор, Сальвадор, Гватемала, Гаяна, Гондурас, Мексика, Нікарагуа, Панама, Перу, Венесуела. Зустрічається зазвичай не вище 1000 м над рівнем моря. Часто пов'язаний з вологимм місцями проживання, живе у листяних і вічнозелених лісах і поблизу води в посушливих регіонах.

## Життя
Лаштує сідала під пальмовим або банановим листям. Часто кусає жили листя, згинаючи його, тим самим забезпечуючи дах над головою. В основному плодоїдні, але деколи споживають комах. Імовірно їдять також нектар або частини квітки.

## Загрози та охорона
Немає серйозних загроз по всьому ареалу. Зустрічаються в природоохоронних районах у Мексиці.